# Харингтон, Джон, 1-й барон Харингтон
Джон Харингтон (англ. John Harington; приблизительно 1281 — 2 июля 1347) — английский аристократ, 1-й барон Харингтон с 1326 года. Участник войн в Шотландии.

## Биография
Джон Харингтон принадлежал к рыцарскому роду, представители которого владели землями в северных графствах Англии — в Ланкашире, Уэстморленде, Камберленде. Он родился приблизительно в 1281 году в семье сэра Роберта Харингтона и Агнес Кэнсфилд. После смерти отца в 1297 году Джон унаследовал семейные владения, но до 1302 года находился под опекой сэра Уильяма Дакра. 22 мая 1306 года он был посвящён в рыцари, в последующие годы участвовал в походах в Шотландию, заседал в комиссиях тех графств, где у него были поместья. С 1326 года сэра Джона вызывали в парламент как лорда, и это считается началом истории баронии Харингтон. Барон умер 2 июля 1347 года.
Сэр Джон был женат дважды — на Маргарет Барлингем и на Джоан Дакр. В этих браках родились четверо сыновей:
- Роберт (умер до 1334)[3];
- Томас[4];
- Майкл[5];
- Джон (1304—1359), отец Николаса Харингтона[6].

Барон пережил старшего сына, так что его наследником стал внук Джон.